# Uuduskeri
Uuduskeri (Odonskär) är en ö i Finland. Den ligger i Bottenhavet och i kommunen Björneborg i den ekonomiska regionen  Björneborgs ekonomiska region i landskapet Satakunta, i den sydvästra delen av landet. Ön ligger omkring 28 kilometer nordväst om Björneborg och omkring 250 kilometer nordväst om Helsingfors.
Öns area är 13,1 hektar och dess största längd är 0,6 kilometer i öst-västlig riktning.